# 龙湾街道
龙湾街道，是中华人民共和国辽宁省葫芦岛市龙港区下辖的一个乡镇级行政单位。

## 行政区划
龙湾街道下辖以下地区：
新兴社区、腾飞社区、朝晖社区、新风社区和希望社区。